# Couvron-et-Aumencourt
 Couvron-et-Aumencourt  là một xã ở tỉnh Aisne, vùng Hauts-de-France thuộc miền bắc nước Pháp.